# Villa dei Sette Bassi
La Villa dei Sette Bassi è una vasta area archeologica compresa tra la via Tuscolana e la via di Capannelle, appartenente al Parco archeologico dell'Appia Antica. L'accesso al sito è da via Tuscolana 1700, dove un lungo viale alberato conduce a un casale edificato attorno ai primi del Novecento quando l'area apparteneva alla tenuta agricola della famiglia Torlonia. Al momento l’area è visitabile solo su richiesta o in occasione di aperture straordinarie.

## Storia e descrizione
Nell’area archeologica si conservano i resti di quella che doveva essere una delle più grandi e magnifiche ville della campagna romana dopo quella appartenuta ai fratelli Quintili. Gli imponenti resti, sopravvissuti alle razzie volte al recupero di materiali edilizi e di pregio destinati al mercato antiquario, hanno ricevuto già nel Settecento l’attenzione di studiosi come Gavin Hamilton. La consistenza delle rovine era tale da farla ritenere una città a sé stante da cui l'epiteto 'Roma Vecchia'. A seguire nuovi studi furono condotti da Thomas Ashby e dall’architetto Nicolae Lupu, che contribuì alla realizzazione del plastico della Villa per la Mostra Augustea della Romanità (1937-1938), oggi in mostra al Museo della civiltà romana all’Eur.
La grande villa monumentale a padiglioni fu costruita al tempo di Antonino Pio (138-161) su un pianoro collinare all'altezza del V-VI miglio della via Latina e fu certamente abitata fino al IV secolo, e mantenuta con altri restauri per altri due secoli fino al VI sec. d.C. Durante la seconda guerra mondiale le strutture furono gravemente danneggiate in particolare nel corso del bombardamento eseguito dall’aviazione britannica nel 1944 per colpire Cinecittà.
Non c'è accordo tra gli studiosi sull'origine del toponimo 'Sette Bassi', in uso fin dall'Alto Medioevo, e derivato verosimilmente dall'imperatore Lucius Septimius Bassianus detto Caracalla e non da Settimio Basso, prefectus urbis al tempo dell'imperatore Settimio Severo (193-211). Sembra in effetti che l'imperatore Caracalla avesse accorpato in un unico vasto fondo imperiale la villa dei Sette Bassi e la villa dei Quintili.
La zona residenziale si componeva di tre corpi edilizi contigui, risalenti a tre fasi diverse ma in rapida successione cronologica. I tre edifici si dispongono attorno ad un giardino cinto da portici. L'edificio più orientale (noto come edificio A) venne costruito all'inizio del regno di Antonino Pio con una struttura tradizionale: 50 metri per lato, un peristilio quadrato a nordovest di circa 45 metri per lato. La pianta è compatta, senza finestre rivolte all'esterno. Il secondo edificio nasce a sud-ovest del peristilio precedente, dove venne inglobato nel 140-150; ha una lunghezza di 45 m per 25 m di larghezza, e aveva una rotonda panoramica rivolta a sud. Si tratta di una struttura legata al lusso, con sale da cerimonia. La terza struttura è attribuita alla fine del regno di Antonino Pio, ed è la più grande e sfarzosa, con aule termali e grandi sale a più piani. Una grandiosa fronte finestrata, alta quattro piani, era ancora visibile fino a quando un forte temporale nel 1951 non la fece crollare definitivamente.

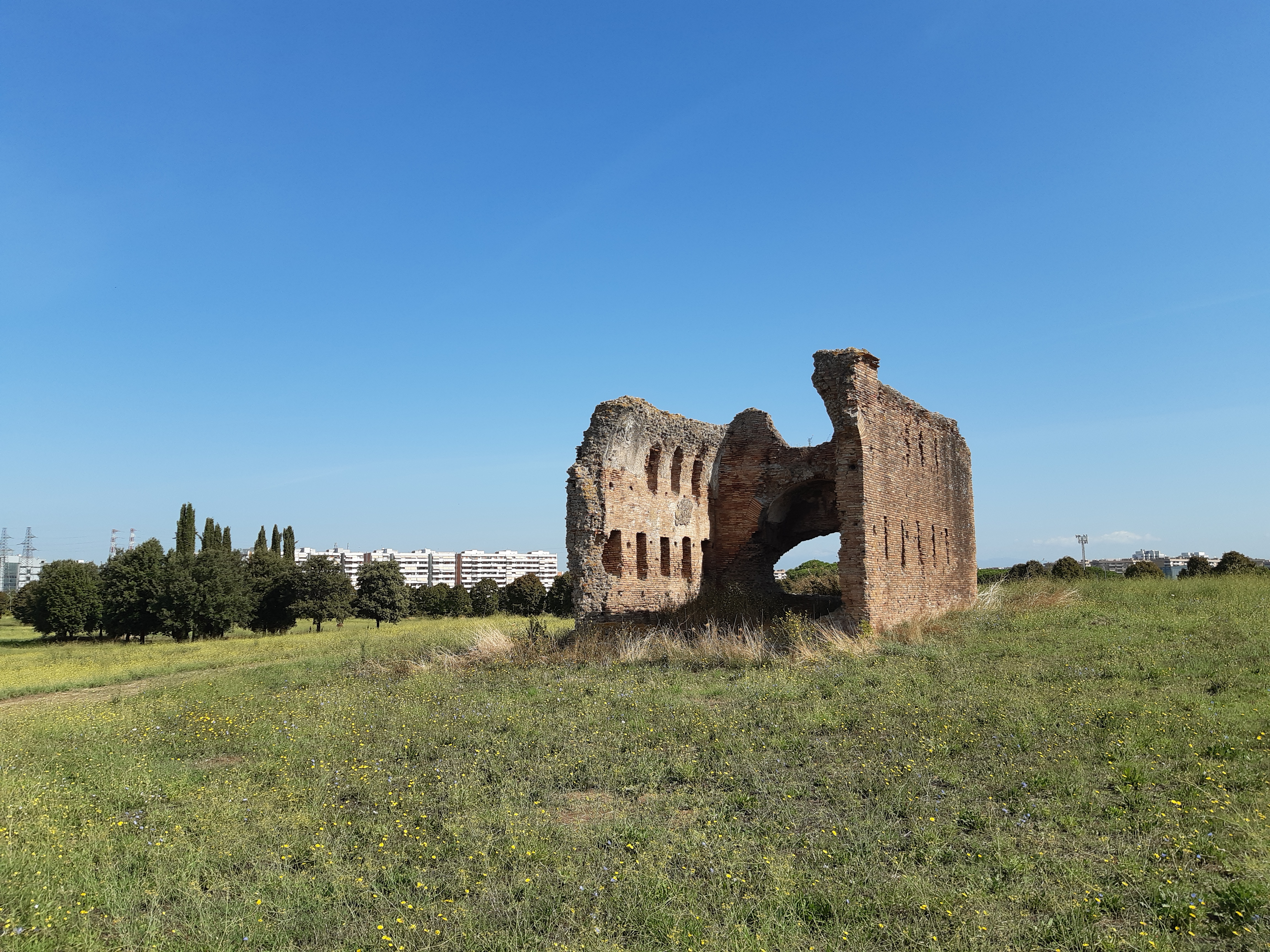
Cosiddetto tempietto nella Villa dei Sette Bassi

Il grande ippodromo-giardino di forma rettangolare, largo 95 m per 327 m, terrazzato e cinto da un criptoportico, doveva contenere al suo interno specchi d’acqua, viali, costruzioni ornamentali, statue, fontane. 

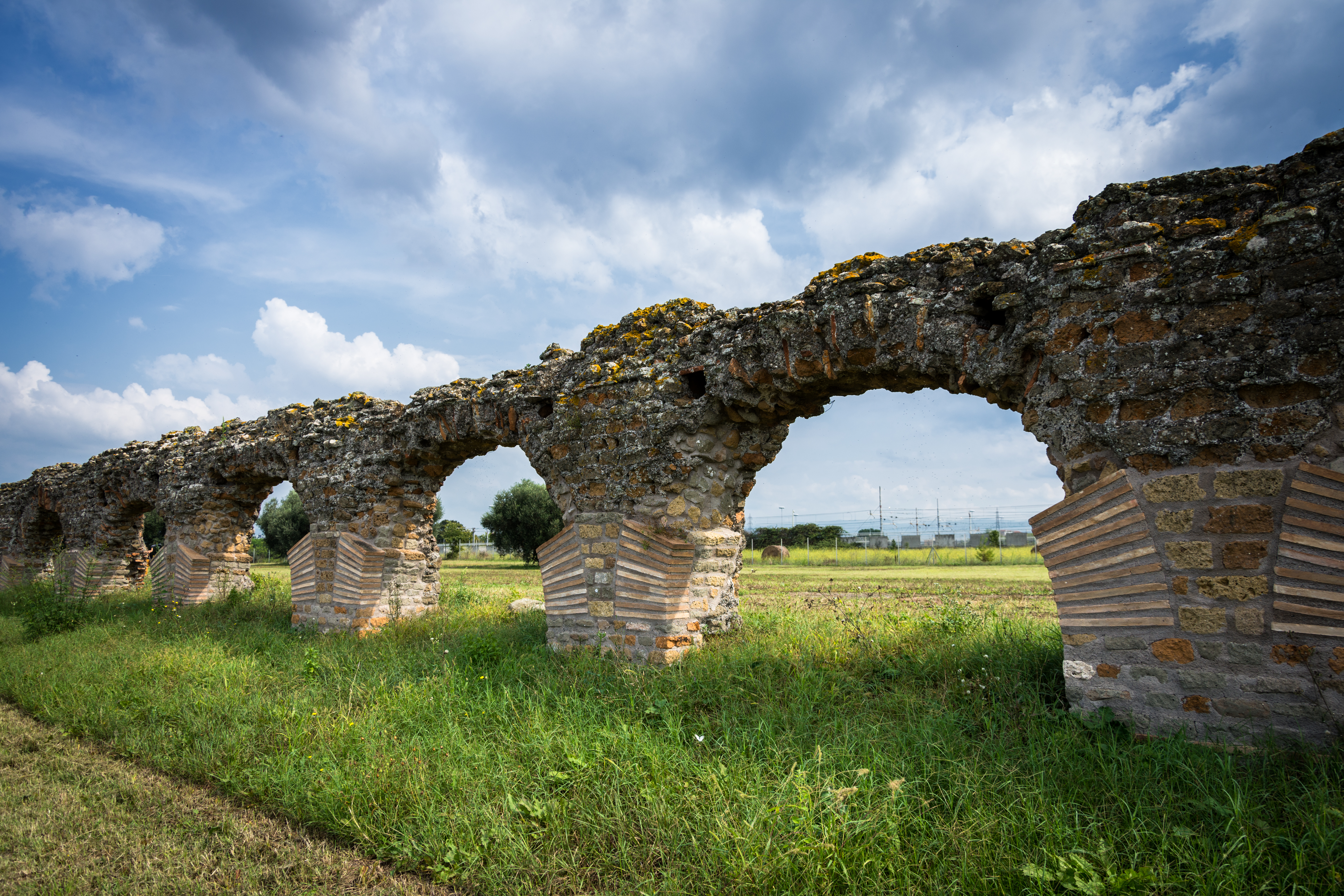
Acquedotto Villa dei Sette Bassi

Il fabbisogno idrico del complesso era soddisfatto per mezzo di una ramificazione dall’acquedotto Anio Novus che alimentava un complesso sistema di cisterne di cui una a due piani.
L’accesso originario della villa doveva essere nell’area sud-ovest, dove sono resti di ambienti riccamente decorati in prossimità del diverticolo proveniente dalla via Latina.
A nord-est della villa era verosimilmente la pars rustica della villa, mai indagata in modo sistematico. Era il luogo dove abitava la popolazione rurale e dove aveva luogo gran parte delle attività domestiche e agricole. Nell’area sono visibili i resti del cosiddetto ‘tempietto’ oggi identificato con un ninfeo.